# Skrift
 For alternative betydninger, se Skrift (flertydig). (Se også artikler, som begynder med Skrift (flertydig))
Skrift er en metode til at opbevare og dele information. For at en kommunikationsform skal kategoriseres som skrift, snarere end kunst, skal de anvendte skrifttegn have fast betydning, så andre der er bekendt med reglerne kan læse informationerne.